# Autonome Tujia & Miao prefectuur Enshi
Enshi is een autonome prefectuur in de Chinese provincie Hubei. Enshi ligt in het zuiden van Hubei. 
In deze autonome prefectuur is de bevolking als volgt verdeeld over de officiële etnische groepen van de Volksrepubliek China:
| Nationaliteit | Aantal    | Percentage |
| ------------- | --------- | ---------- |
| Han-Chinezen  | 1.783.554 | 47,24%     |
| Tujia         | 1.698.703 | 45,0%      |
| Miao          | 205.817   | 5,45%      |
| Dong          | 67.440    | 1,79%      |
| Bai           | 6.461     | 0,17%      |
| Hui           | 3.385     | 0,09%      |
| Mongolen      | 3.333     | 0,09%      |
| She           | 1.844     | 0,05%      |
| Mantsjoes     | 804       | 0,02%      |
| Yi            | 544       | 0,01%      |
| Zhuang        | 431       | 0,01%      |
| Overige       | 2.874     | 0,08%      |